# ليتل سوتون (تشيشير)
ليتل سوتون (بالإنجليزية: Little Sutton, Cheshire)‏ هي قرية تقع في المملكة المتحدة في شمال غرب إنجلترا.

## أعلام
- يان بوير
- ديريك جونز
- ويليام ديكسون